# Сібель Ташчіоглу
Сібель Ташчіоглу (тур. Sibel Taşçıoğlu; 28 червня 1976, Бурса, Туреччина) — турецька акторка. Відома за роллю Гюльбахар Султан, яку вона виконала у турецькому серіалі «Величне століття. Нова володарка».

## Біографія
Народилась у турецькому місті Бурса. В 1995 році зіграла у п'єсі для дітей «Tılsım». 
 1997 закінчила театральний факультет Державної консерваторії Стамбульського університету.
 З 2000 по 2003 роки грала в театрі. Серед провідних ролей — Анна Кареніна з роману Льва Толстого. 

Кар'єра акторки розпочалась із серіалу «Квіткове таксі». Згодом вона знялася у таких проектах: « Останній запис», « Коливання серця».
 В 2016—2017 роках виконувала роль Гюльбахар Султан в турецькому серіалі «Величне століття. Нова  володарка».

## Фільмографія
| Рік  | Проект                            | Роль             | Примітки |
| ---- | --------------------------------- | ---------------- | -------- |
| 2022 | Кизиловий шербет                  | Пембе Унал       |          |
| 2018 | Одного разу в Чукурова            | Шармін Яман      |          |
| 2016 | Величне століття. Нова володарка  | Гюльбахар Султан |          |
| 2016 | Бурштин                           | Санем            |          |
| 2013 | Прилив                            | Невін Копер      |          |
| 2012 | Bulutların Ötesi                  | Асіє             |          |
| 2010 | Yasemince                         | Гюлей            |          |
| 2009 | Сімейний час                      | Белкіс           |          |
| 2008 | Pulsar                            | Сінем            |          |
| 2007 | Коливання серця                   |                  |          |
| 2006 | Gözyaşı Çetesi                    |                  |          |
| 2004 | Сувенір                           | Oya hemşire      |          |
| 2003 | Заклеймовані троянди              |                  |          |
| 2002 | Ekmek Teknesi                     | Севда            |          |
| 2002 | Бериван                           |                  |          |
| 2002 | Хороша мати                       |                  |          |
| 2002 | Мої батьки                        |                  |          |
| 2000 | Дзеркало у поліцейському відділку |                  |          |
| 2000 | Іноземна домівка                  |                  |          |
| 1999 | Вечірнє сонце                     |                  |          |
| 1995 | Квіткове таксі                    |                  |          |